# Gandia (stacja kolejowa)
Gandia – stacja kolejowa w Gandii, we wspólnocie autonomicznej Walencja, w prowincji Walencja, w Hiszpanii. Jest stacją końcową linii kolejowej Silla-Gandia.
Położona jest w Parc de l'Estació de Gandia, jest jedną z dwóch stacji tej linii wraz ze stacją Xeraco. Obsługiwana jest przez Cercanías Valencia i pociągi Alaris z Madrytu.